# Gnowangerup
Gnowangerup is een plaats in de regio Great Southern in West-Australië. Het ligt 355 kilometer ten zuidoosten van Perth, 83 kilometer ten noordoosten van Mount Barker en 61 kilometer ten zuidoosten van Katanning. In 2021 telde Gnowangerup 568 inwoners tegenover 624 in 2006.

## Geschiedenis
De oorspronkelijke bewoners van de streek waren de Goreng Nyungah Aborigines.
John Septimus Roe was de eerste Europeaan die de streek betrad tijdens een van zijn verkenningstochten tussen 1830 en 1835. Tegen 1850 hadden de eerste Europese kolonisten zich in de streek gevestigd. Thomas Quinn verwierf in de jaren 1870 grond nabij de Gnowangerup-bron en gebruikte het als weidegrond voor de paarden van de sandelhoutsnijders.
Gnowangerup werd officieel gesticht in 1908. Het plaatsje werd vernoemd naar een nabijgelegen bron en kreek. De naam is afgeleid van een Nyungah aborigineswoord dat 'plaats waar de thermometervogel ('gnow') nestelt' betekent.
In 1911 werd de spoorweg van Tambellup naar Ongerup aangelegd. Er werden spoorwegarbeiders in Gnowangerup gestationeerd. Er werd een hotel gebouwd. In 1912 kreeg het dorp een politieagent en een jaar later werden politiecellen gebouwd. In 1918 werd een boterfabriek gebouwd. Onder de Soldier Settlement Schemes werden in 1920 aan terugkerende soldaten kavels van 290 hectare toegekend. Giovanni Caratti bouwde een anglicaanse kerk in 1930. Van 1935 tot 1954 was er een missie voor Aborigines in Gnowangerup. In 1965 stierf de laatste volbloed Nyungah.

## 21e eeuw
Gnowangerup is het administratieve en dienstencentrum van de Shire of Gnowangerup, een landbouwdistrict. Boeren kweken er runderen en schapen en telen er tarwe, gerst, lupinen, erwten en lijnzaad. Het plaatsje is een verzamelpunt voor de Co-operative Bulk Handling Group.
Gnowangerup heeft een zwembad en een kleine luchthaven (ICAO:YGNW).

## Toerisme
- Aan Aylmore Mineral Springs ligt een picknickzone.
- Het Gnowangerup Historic Centre is een streekmuseum.
- Voor het gebouw van de Shire of Gnowangerup staat een oude door stoom aangedreven tractor.
- Er staat een houten standbeeld van Ned Kelly voor het Gnowangerup Hotel.
- Het Machinery Museum herbergt machines die de eerste kolonisten gebruikten.
- Het Gnowangerup Aboriginal Museum and Keeping Place beschrijft de geschiedenis van de missie en de Aborigines uit de streek.
- Gnowangerup is een goede uitvalsbasis voor het nabijgelegen nationaal park Stirling Range.[3][4]

## Klimaat
Gnowangerup kent een steppeklimaat. Januari is de warmste maand van het jaar met een gemiddelde temperatuur van 21,5 °C en juli de koudste met 10,4 °C. De gemiddelde jaarlijkse neerslag bedraagt 362 mm.